# Кочубей, Николай Саввич
Николай Саввич Кочубей (укр. Микола Савович Кочубей; род. 30 декабря 1956, Киев) — украинский художник-график, автор эскизов украинских памятных и юбилейных монет, дизайнер украинских почтовых марок. Заслуженный художник Украины (2007). Председатель секции художников графического искусства Киевской организации Национального союза художников Украины.

## Биография
Николай Кочубей родился в Киеве в 1956 году. Его семья происходит из села Нападовка Винницкой области; отец работал в Киеве в управлении подземных работ, укреплял склоны Днепра. В 1973—1977 годах Николай Кочубей учился в Киевском художественно-промышленном техникуме. В начале 1980-х годов он продолжил обучение в школе-студии Виктора Зарецкого, а в 1984—1990 годах — в Национальной академии изобразительного искусства и архитектуры, где преподавателями по специальности были Андрей Чебыкин и Николай Компанец.
В 1990 году Николая Кочубея приняли в Национальный союз художников Украины, в 1993—1996 годах он был аспирантом ассистентуры в Национальной академии изобразительного искусства и архитектуры под руководством Георгия Якутовича.
В 1996 году Кочубей возглавил секцию художников графического искусства Киевской организации Национального союза художников Украины и начал сотрудничать с Национальным банком, разрабатывая эскизы будущих юбилейных и памятных монет. С 1998 года работал над заказами издательства «Марка Украины». С 2004 года начал преподавать в Национальной академии изобразительного искусства и архитектуры и заведовать кафедрой живописи в Детской академии искусств на Оболони.
Техникой офорта Николай Кочубей увлёкся во время учёбы в Национальной академии изобразительного искусства и архитектуры под влиянием своего преподавателя Андрея Чебыкина, и в этой технике была выполнена его дипломная работа — серия цветных офортов «З народних джерел до українських народних пісень», в которых были отражены темы колядок, чумацких и свадебных песен.
В 1996 году Николай Кочубей начал сотрудничать с Национальным банком Украины, его первой работой стал эскиз юбилейной монеты «Город-герой Киев». С тех пор по его эскизам НБУ выпустил 64 монеты. Три из них («Сорочинская ярмарка», «Крещение», «Голодомор — геноцид украинского народа») были удостоены первых премий на ежегодном конкурсе НБУ «Лучшая монета года».
Самой известной частью его наследия в области почтовых марок является серия «Народная одежда Украины». В 2001—2008 годах в этой серии вышло 8 листов по 6 марок, посвящённых национальному костюму различных регионов Украины.
В 2002 году Кочубей признан автором лучшей украинской марки, за что был награждён призом Международной художественной почтовой филателистической организации имени Георгия Нарбута.

## Цитаты
Сначала рисовал одежду как одежду. А потом стало грустно, и я начал рисовать друзей, родственников, себя маленького. Конечно, в контексте костюмной темы.
Оригинальный текст (укр.)Спочатку зображував одяг як одяг. А потім стало сумно, і я почав малювати друзів, родичів, себе маленького. Звісно, в контексті костюмної теми.

Художнику непревзойдённо удаётся перенести песню на бумагу, воплотить звуки и песенные мотивы в графике. Его работы буквально поют. Каждая картина Николая Кочубея будто переполнена архетипами. В них сразу узнаётся украинское — не благодаря примитивному изображению герба или в желто-голубой колористики — художник использует значительно тоньшие символы, намёки и образы, которые апеллируют к подсознанию и генетической памяти.
Оригинальный текст (укр.)Митцю неперевершено вдається перенести пісню на папір, втілити звуки й пісенні мотиви у графіці. Його роботи буквально співають. Кожна картина Миколи Кочубея ніби переповнена архетипами. У них одразу впізнається українське — не завдяки примітивному зображенню герба чи у жовто-блакитній колористиці — художник використовує значно тонші символи, натяки та образи, які апелюють до підсвідомості й генетичної пам’яті.

## Премии и награды[9]
- 2002 — лауреат первой премии Всеукраинского конкурса имени Георгия Якутовича;
- 2003 — лауреат международной премии имени Георгия Нарбута за лучшую украинскую почтовую марку;
- 2005 — на международном всемирном конкурсе WIPA в Вене марка работы Кочубея «Праздник Рождества Христова» стала лауреатом в номинации «Лучшая марка»;
- 2005 — лауреат первой премии Национального банка Украины за памятную монету «Сорочинская ярмарка», которая была признана лучшей монетой Украины
- 2005 — лауреат международной премии имени Палладио на всемирном нумизматическом конкурсе в Винченце (Италия). Памятная монета «Свято-Успенская Святогорская Лавра» получила Большую серебряную медаль;
- 2006 — лауреат премии Национального банка Украины за памятную монету «Крещение», которая признана лучшей на Украине.

## Фотогалерея

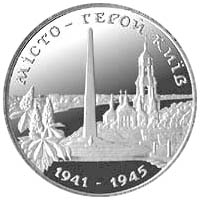
Реверс монеты «Город-герой Киев»
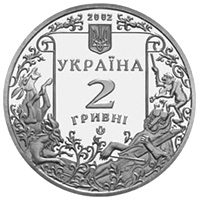
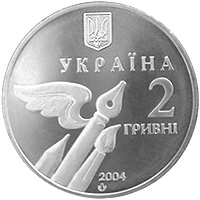
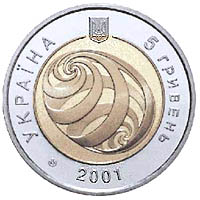
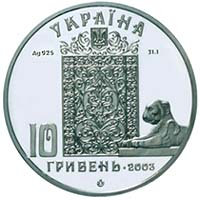
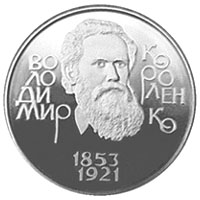
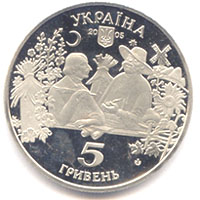
Монета «Сорочинская ярмарка»
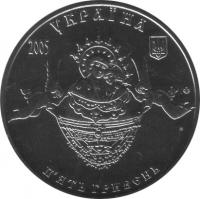
Монета «Святогорская Свято-Успенская лавра»
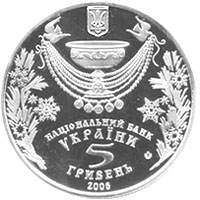
Монета «Крещение»
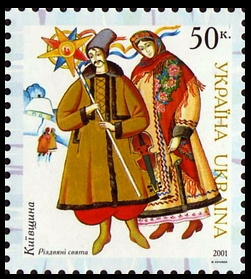
Марка «Киевщина»
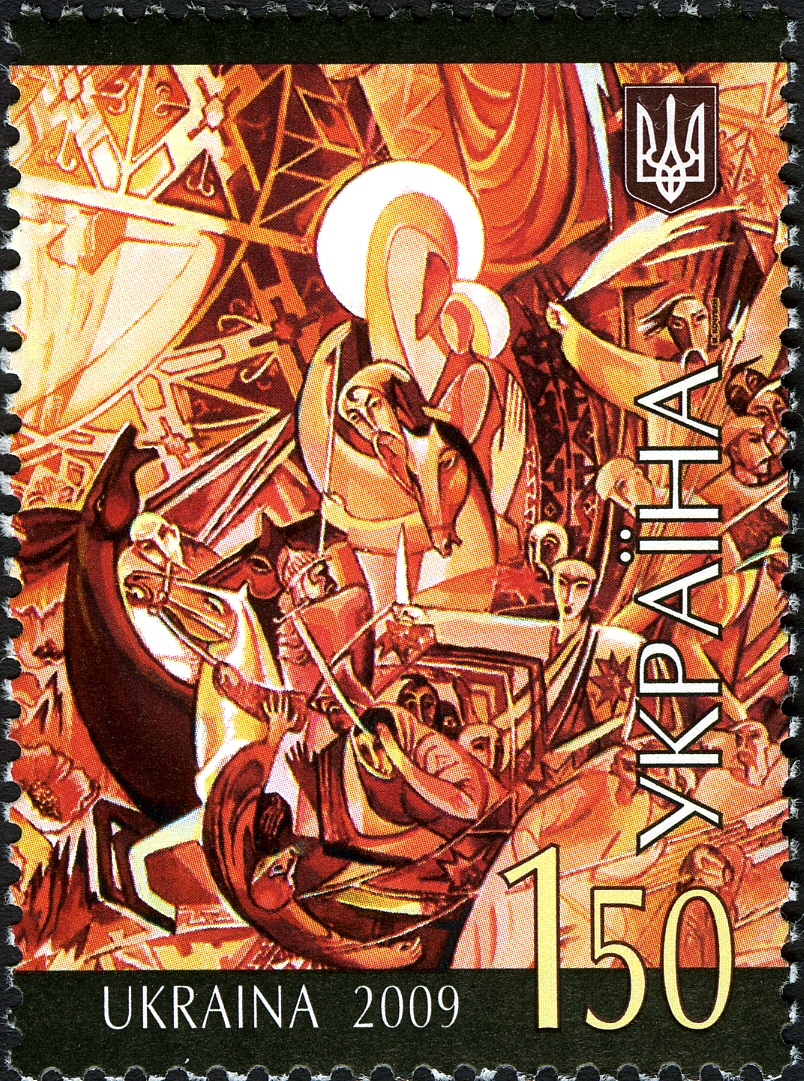
Марка «Гайдамацкая песня»